# Abraham Lincoln
Abraham Lincoln  (Hodgenville, Kentucky; 12 de febrero de 1809-Washington D. C., 15 de abril de 1865) fue un político y abogado estadounidense que ejerció como decimosexto presidente de los Estados Unidos de América, desde el 4 de marzo de 1861 hasta su asesinato en 1865.  Lincoln lideró los Estados Unidos durante la guerra de Secesión, fue uno de los conflictos más sangrientos y una de las crisis más profundas de la historia estadounidense. Durante su mandato, Lincoln preservó la Unión, promovió medidas para abolir la esclavitud, incrementó la autoridad del gobierno federal y favoreció políticas de modernización económica. Abraham Lincoln emitió la Proclamación de Emancipación el 1 de enero de 1863, cuando la nación se acercaba a su tercer año de la guerra civil.
Nacido en Hodgenville, Kentucky, Lincoln creció entre los estados de Kentucky e Indiana, en lo que entonces era el Lejano Oeste. Fue un hombre en gran parte autodidacta que llegó a ser abogado en Illinois, líder del Partido Whig y que resultó elegido para la Cámara de Representantes de Illinois, en la cual permaneció por ocho años. Elegido para la Cámara de Representantes de los Estados Unidos en 1846, Lincoln promovió una rápida modernización de la economía a través de sectores como el bancario, los impuestos y los ferrocarriles. Debido a que en un principio había acordado no optar a un segundo período en el congreso y a que su oposición a la intervención estadounidense en México era impopular entre los votantes de Illinois, Lincoln volvió a Springfield para retomar su carrera en la abogacía. Regresó a la política en 1854 y se convirtió en líder de la construcción del nuevo Partido Republicano, que tenía una gran masa de votantes en Illinois. En 1858, mientras participaba en varios debates muy sonados con su rival, el demócrata Stephen A. Douglas, Lincoln abogó por la abolición de la esclavitud, pero perdió ante este la carrera para acceder al Senado.
En 1860 Lincoln se aseguró su candidatura a la presidencia de los Estados Unidos de América por el Partido Republicano. Aunque apenas tuvo apoyo de los estados sureños, defensores de la esclavitud, arrasó en el norte y fue nombrado presidente en 1860. Antes incluso de llegar a la Casa Blanca, su victoria y la falta de acuerdo en el tema esencial de la esclavitud provocaron que siete estados del sur se escindieran para crear los Estados Confederados de América. A continuación, el 12 de abril de 1861, un ataque confederado en Fort Sumter, inspiró a los estados norteños a unirse para formar la Unión. Como líder de la facción moderada de los republicanos, Lincoln se enfrentó al ala más radical de su partido, la cual exigía mayor dureza contra los estados del sur, a los demócratas contrarios a la guerra, que lo despreciaban, y a secesionistas irreconciliables, que conspiraron para asesinarle. Políticamente, Lincoln se defendió enfrentando a sus adversarios entre sí mediante un mecenazgo político cuidadosamente planificado y apelando al pueblo estadounidense con su habilidad oratoria. Su discurso de Gettysburg se convirtió en una icónica defensa de los principios de patriotismo, republicanismo, igualdad de derechos, libertad y democracia.
En un principio, Lincoln se concentró en las dimensiones militar y política del conflicto. Su objetivo principal era conservar la unidad de su país, para lo que supervisó de cerca el esfuerzo de guerra, en especial la selección de los generales que dirigirían el ejército, entre ellos su mejor hombre en el campo de batalla, Ulysses S. Grant. Además, el presidente tomó importantes decisiones en la estrategia de guerra de la Unión, entre ellas un bloqueo naval que impidió el comercio de los estados sureños, movimientos para tomar el control de Kentucky y Tennessee y el uso de buques cañoneros para dominar las vías fluviales del sur. Lincoln trató repetidamente de conquistar la capital confederada en Richmond, misión que encargó a sucesivos generales hasta que Grant lo consiguió. Mientras se libraba la guerra, sus complejos movimientos para acabar con la esclavitud incluyeron la Proclamación de Emancipación en 1863. El presidente usó al ejército de la Unión para proteger a esclavos huidos, forzó a los estados fronterizos a prohibir el sistema esclavista y sacó adelante en el Congreso la hoy célebre Decimotercera Enmienda a la Constitución de los Estados Unidos, que prohibió de forma definitiva la esclavitud.
Lincoln fue un político excepcionalmente astuto, que se involucró profundamente en las cuestiones de poder de cada estado, lo que le valió ser reelegido en el poder en 1864. En previsión del final de la guerra, impulsó una moderada reconstrucción que buscaba reunificar el país de manera rápida a través de una generosa política de reconciliación en medio de una persistente y amarga división. El 14 de abril de 1865, cinco días después de la decisiva rendición del general en jefe del bando confederado, Robert E. Lee, Lincoln fue asesinado por John Wilkes Booth, un simpatizante de la causa del sur. Desde entonces, Abraham Lincoln ha sido considerado por historiadores y por la opinión pública como uno de los mejores presidentes de los Estados Unidos.

## Biografía

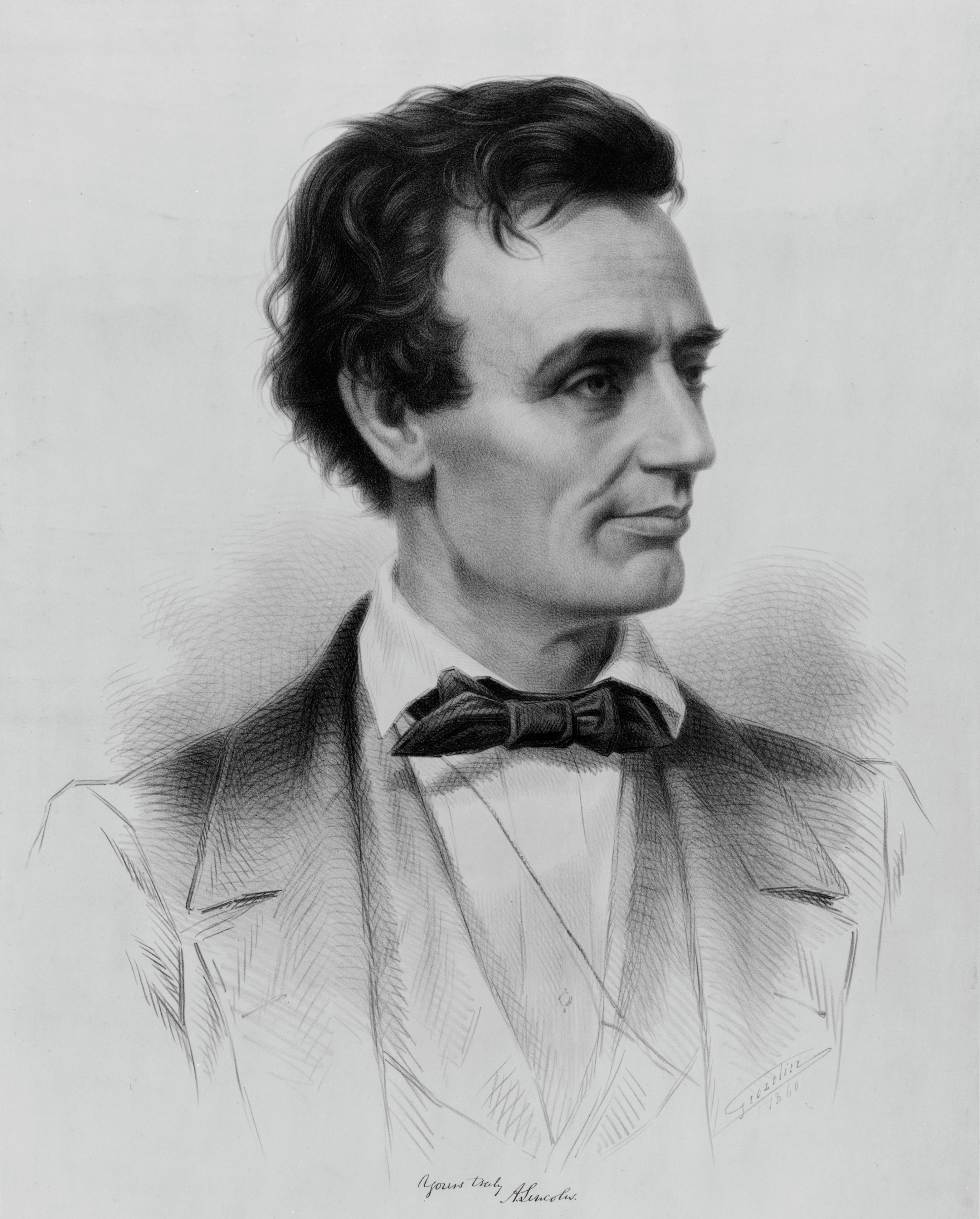
Imagen de Lincoln en su juventud

Nació el 12 de febrero de 1809 en una granja situada cerca de la ciudad de Hodgenville, en el actual condado de LaRue, Kentucky, lugar que en la actualidad es parque histórico nacional. Sus padres, Thomas Lincoln y Nancy Hanks, habían nacido en Virginia y como tantos pioneros agricultores se habían trasladado al oeste. La familia Lincoln procedía de Inglaterra. En 1637, Samuel Lincoln, aprendiz de tejedor, abandonó Gran Bretaña y se trasladó a América del Norte, instalándose en Hingham, Massachusetts. Más adelante, los Lincoln se fueron estableciendo en Nueva Jersey, Virginia y Pensilvania, hasta llegar finalmente a Kentucky, donde Thomas Lincoln, a sus veintiocho años, se casó con Nancy Hanks, el 12 de junio de 1842, cuando Nancy contaba con veintidós años de edad.

### Religión
Aunque Abraham Lincoln creció y fue educado en una familia de cristianos bautistas (Alianza Mundial Bautista), nunca se unió a ninguna iglesia ni profesó explícitamente sus creencias religiosas. No obstante, hacía numerosas referencia a Dios en sus discursos, refiriéndose a él como «Padre» o «Todopoderoso». En su discurso de Gettysburg, el 19 de noviembre de 1863, dijo: «Que esta nación, por la gracia de Dios, tenga una nueva aurora de libertad, y que el gobierno del pueblo, por el pueblo y para el pueblo no desaparezca de la faz de la tierra». Tenía un buen conocimiento de la Biblia y a menudo recurría a citas bíblicas.

### Adolescencia
Abraham fue criado en el seno de una familia bautista, ya que tanto Thomas como Nancy Lincoln, sus padres, pertenecían a la Iglesia bautista de Little Mount, situada cerca de Elizabethtown, en el estado de Kentucky.
Cuando Abraham Lincoln tenía ocho años de edad, su familia se mudó a Indiana. Al cumplir los dieciséis años, Abraham fue contratado por James Gentry para conducir una almadía de géneros hasta Nueva Orleans. Él y el hijo de Gentry comerciaron río abajo, a lo largo de la costa de azúcar. Fue en aquel viaje donde se vieron obligados a rechazar el ataque de una banda.[cita requerida]
Por fin llegaron a Nueva Orleans; tiempo después de regresar a su hogar, su padre decidió mudarse de nuevo. La hacienda en Indiana producía poco y la fiebre láctea amenazaba su ganado. Su suegro, John Hanks, vivía en Illinois, desde donde enviaba noticias sobre aquellas tierras. Y Thomas decidió irse de allí. Tras un largo viaje, el grupo llegó a orillas del río Sangamon, en el área cercana a Springfield, Illinois, en el año 1829. Allí construyeron su nueva casa.
Denton Offutt, un hombre que le tomó afecto a Abraham, lo contrató para que a su regreso de Nueva Orleans se hiciera cargo de un almacén con molino en Nueva Salem. Allí fue Abraham en julio de 1831. Lincoln contaba ya con veintidós años de edad, y era dueño de su persona. Se dijo él mismo más adelante:

"Pero, yo ignoraba muchas cosas. Sabía leer, escribir y contar, y hasta la regla de tres, pero nada más. Nunca estudié en un colegio o academia. Lo que poseo en materia de educación lo he ido recogiendo aquí y allá, bajo las exigencias de la necesidad".

### Vida adulta

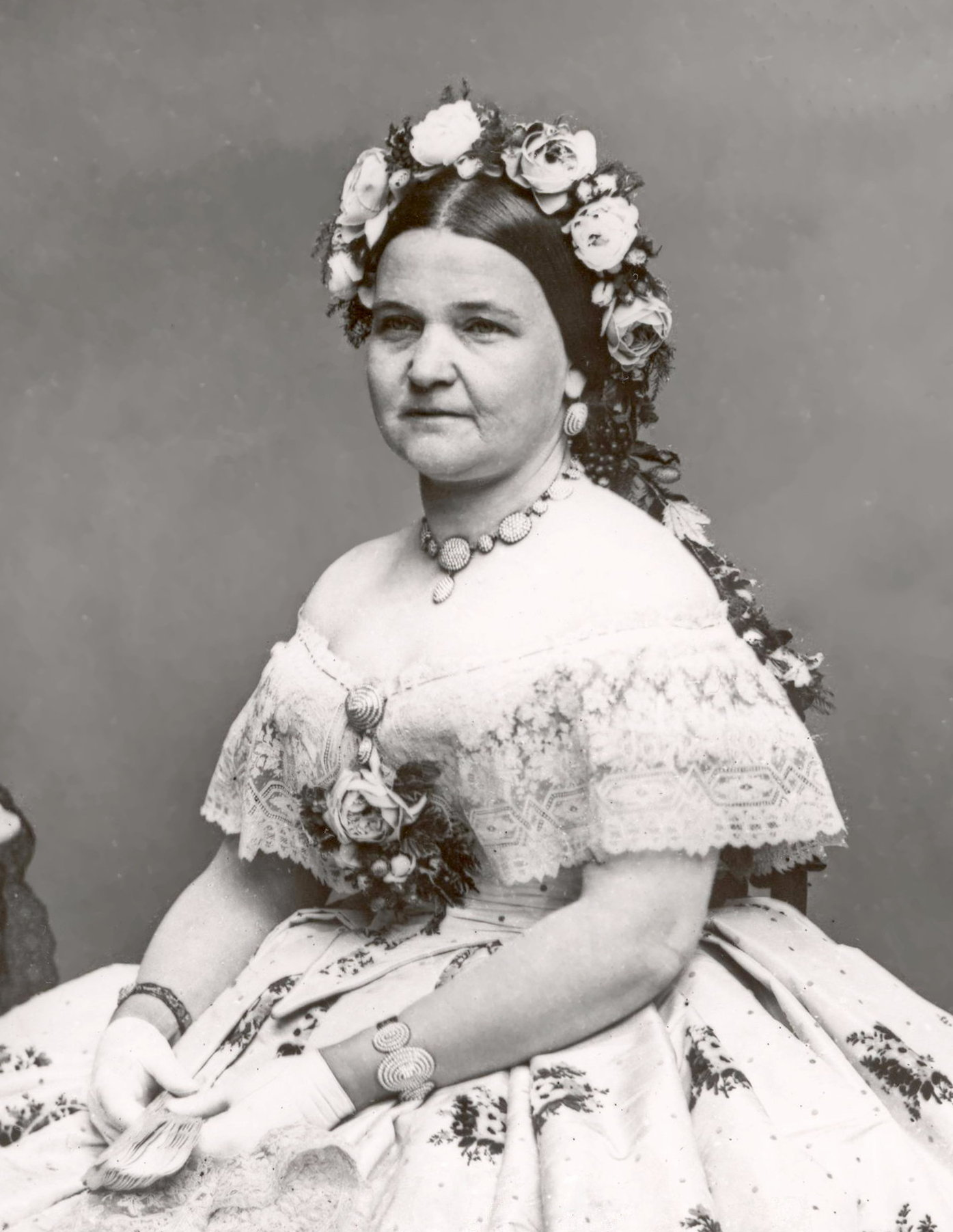
Retrato de Mary Todd Lincoln, esposa de Abraham Lincoln.

Sirvió como capitán en el ejército durante la guerra de Halcón Negro.
Su más notable hazaña fue la salvación de un indio viejo al que su propia gente, a pesar del salvoconducto que llevaba, querían colgar de un árbol.
Lincoln tenía turbulentos cambios de humor que alternaban entre la grandiosidad y la depresión, que se moderaron enormemente después de su matrimonio con Mary Todd Lincoln en 1842. De esta unión nacieron cuatro hijos, todos varones. Uno de ellos murió siendo niño, antes de que su padre llegara a la Casa Blanca. Otro hijo también murió muy joven, siendo su padre presidente. Y el más pequeño murió seis años después de la muerte de Abraham. El hijo mayor, Robert Todd Lincoln, vivió hasta llegar a adulto y tuvo descendencia.
Al comienzo de su carrera política, Lincoln era miembro del Partido Whig de los Estados Unidos y sirvió cuatro períodos en la Cámara de Representantes de la Asamblea General de Illinois. Fue elegido congresista (diputado) a la Cámara de Representantes del Congreso de los Estados Unidos por el 7.º Distrito congresional del Estado de Illinois para el período del 4 de marzo de 1847 al 4 de marzo de 1849. Debido a su oposición a la intervención estadounidense en México, Lincoln tuvo que renunciar a nominarse a la reelección, dejando su puesto vacante para otros candidatos de su partido en las elecciones intermedias, que se realizaban dos años después de las generales. Tuvo una práctica exitosa como abogado en Illinois tanto antes como después de su período en la Cámara de Representantes.

## Nominación fallida a la vicepresidencia
En 1854, cuando el Partido Whig se desintegró, Lincoln fue uno de los miembros fundadores del Partido Republicano en su Estado de Illinois. Durante su campaña para el Senado de los Estados Unidos contra Stephen A. Douglas, fue su capacidad oratoria lo que atrajo el apoyo público para una candidatura poco conocida. Lincoln debatió a Douglas en una serie de cuestiones que representaron una discusión nacional sobre las cuestiones que estuvieron a punto de dividir la nación.
Cuando la primera Convención Nacional del Partido Republicano se reunió en Filadelfia, entre el 17 y el 19 de junio de 1856, Lincoln fue nominado para ser el candidato a vicepresidente de los Estados Unidos por el Partido Republicano en las elecciones presidenciales de ese año (las primeras en las que participaba el nuevo partido). Después de que la Convención eligiera a John C. Frémont como el candidato presidencial republicano, los delegados pasaron a ocuparse de la elección del candidato vicepresidencial; un grupo de delegados nominaron a Lincoln, quien tendría que enfrentarse a los otros aspirantes internos. Finalmente Lincoln fue derrotado en las votaciones de la Convención por William L. Dayton, un exsenador al Congreso de Estados Unidos por Nueva Jersey, que se convirtió así en el primer candidato vicepresidencial de la historia del Partido Republicano; pero en las elecciones presidenciales la fórmula integrada por Frémont y Dayton fue derrotada por los demócratas. La nominación fallida de Lincoln reforzó sin embargo su fama.

## Elección como presidente
Durante la Convención Nacional del Partido Republicano del año 1860, celebrada en la ciudad de Chicago, Lincoln se enfrentó a varios precandidatos republicanos poderosos que aspiraban a la candidatura presidencial del partido; ellos eran: William H. Seward, Simon Cameron, Salmon P. Chase y Edward Bates (aparte de otros menos poderosos). Todos, menos uno, eran senadores activos del Congreso de Estados Unidos y dos habían sido gobernadores de estado; pero el carisma de Lincoln compensaba su relativa falta de experiencia y de peso político. En la tercera votación de la Convención, efectuada el día 16 de mayo de 1860, Lincoln derrotó a sus compañeros de partido y se convirtió en el candidato oficial del partido para la presidencia de los Estados Unidos.
El Partido Demócrata se dividió; los demócratas de los Estados del Norte postularon la candidatura presidencial de Stephen A. Douglas (el mismo que había derrotado a Lincoln en la campaña para senador), mientras los demócratas de los Estados del Sur lanzaron la candidatura presidencial de John C. Breckinridge (que en ese momento era vicepresidente de los Estados Unidos). El Partido de la Unión Constitucional lanzó un cuarto candidato presidencial, que fue el exwhig John C. Bell.
En las elecciones presidenciales del 6 de noviembre de 1860 Lincoln obtuvo el 39,82 % de los votos populares (1 865 908 votos); Douglas sacó el 29,46 % (1 380 202 sufragios); Breckinridge obtuvo el 18,10 % (848 019 votos); y Bell sacó un 12,62 % (590 901 votos). En resumen, los tres opositores de Lincoln habían sumado casi tres millones de votos contra los menos de dos millones de Lincoln; pero en el Colegio Electoral Lincoln tenía 180 Grandes Electores contra 123 que sumaban sus opositores (se necesitaban 152 para ganar). Así que Lincoln fue el vencedor y quedó elegido presidente.

## Presidencia

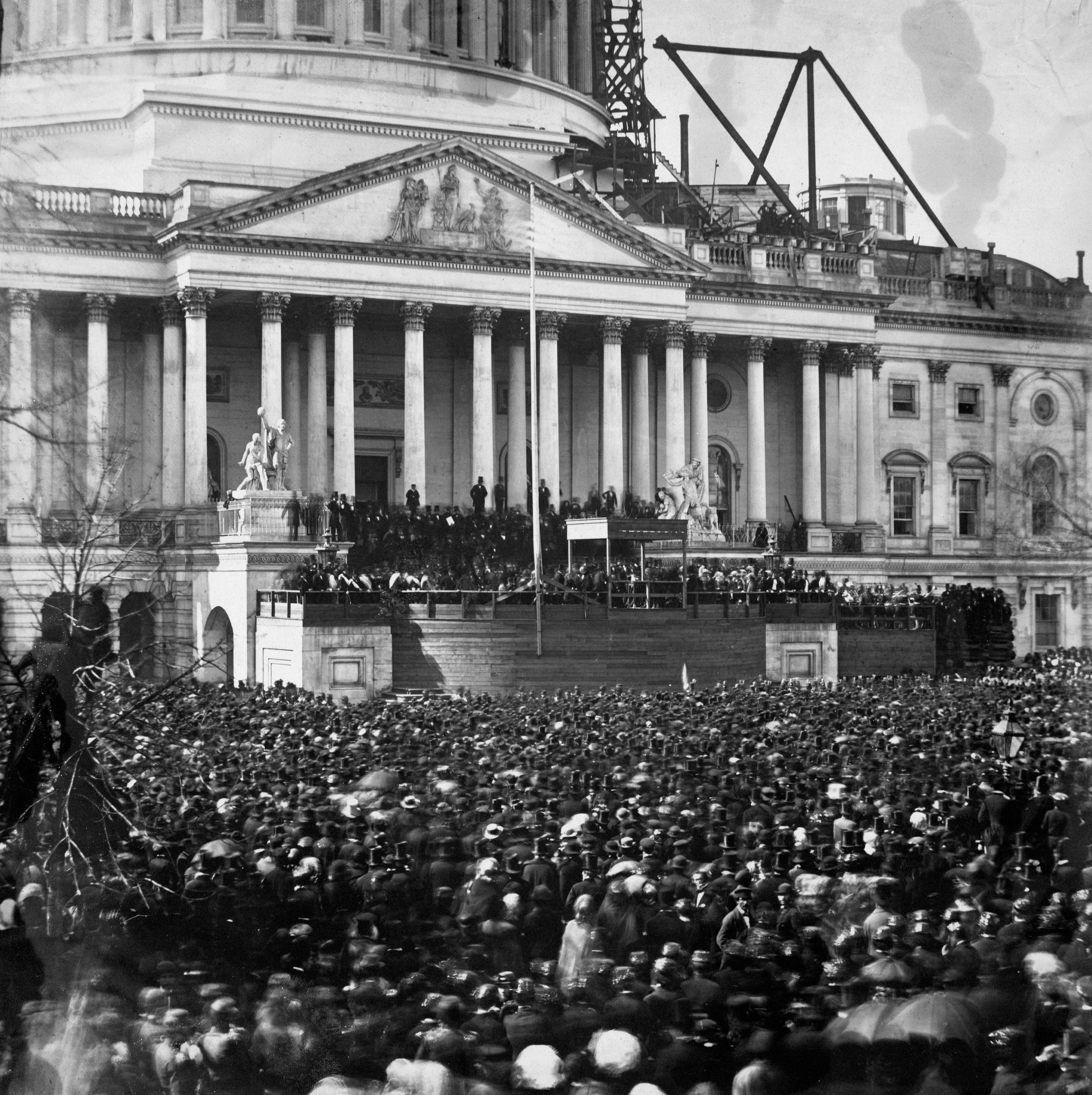
Fotografía del 4 de marzo de 1861, fecha en que Lincoln tomó posesión de la presidencia de los Estados Unidos.

Poco después de su elección, el Sur dejó claro que la secesión era inevitable. Eso aumentó enormemente la tensión en toda la nación. Ya como presidente electo, sobrevivió a una tentativa de asesinato en Baltimore (Maryland), y el 23 de febrero de 1861 llegó en secreto y disfrazado a Washington. Lincoln fue ridiculizado por el Sur por este acto aparentemente cobarde, pero los esfuerzos en seguridad pudieron ser prudentes. En la investidura de Lincoln el 4 de marzo de 1861, los Turners fueron el cuerpo de guardaespaldas de Lincoln, y una guarnición importante de tropas de la Unión estaba siempre presente, lista para proteger al presidente y la capital de una invasión rebelde.
Los objetivos de su presidencia eran los de su partido, el Republicano, y que era el gran heredero del partido Whig, que había caído en desgracia. Consistía en lo que Henry Clay había llamado "Sistema americano", y que se resumía en tres puntos: Una política aduanera proteccionista, "mejoras internas", es decir, inversiones públicas en infraestructuras, y por último una política bancaria inflacionista.
El proteccionismo favorecía al norte, que votó mayoritariamente por los republicanos, y perjudicaba al sur, feudo de los demócratas. El norte era industrial, y al imponer unas aduanas altas se limitaba la competencia extranjera (principalmente británica) de bienes manufacturados. Esto perjudicaba al sur, que tenía que comprarlos a un mayor precio. El aumento de costes, además, no podía repercutirlos en sus exportaciones, ya que se enfrentaba a la competencia internacional. Además mermaba la renta de sus clientes. El norte, además, aprovechaba los ingresos de las aduanas (hasta la guerra entre los Estados, la principal fuente de ingresos del Gobierno federal), para hacer las "mejoras internas", que el sur consideraba que no le beneficiaban. Lo mismo pasaba con la banca inflacionista.
Para llevar a cabo su programa, el "Sistema americano", necesitaba que se mantuviera la unión. Un país dividido daría al traste con ese esquema. Por eso Lincoln siempre antepuso la unión a cualquier otra consideración, incluida la esclavitud.

### Proclamación de Emancipación
Durante su presidencia, Lincoln tiene el reconocimiento de haber liberado a los esclavos mediante la Proclamación de Emancipación, aunque esta solo los liberara en áreas de la Confederación no controladas por la Unión. Sin embargo, la proclamación hizo que el abolir la esclavitud en los estados rebeldes fuera un objetivo oficial de la guerra. Esto dio ímpetu a la adopción de las XIII y XIV enmiendas a la Constitución de los Estados Unidos, las cuales abolieron la esclavitud y establecieron la imposición federal de derechos civiles. Durante la Guerra Civil, Lincoln recibió del Congreso poderes que ningún presidente anterior había ejercido; manejó fondos sin control del Congreso y suspendió el habeas corpus.

### Limpieza étnica
Como parte de la campaña estadounidense por el exterminio de los pueblos indios, Lincoln organizó en enero de 1864 la llamada Larga caminata al Bosque Redondo del pueblo navajo, cuyo traslado fue organizado desde su tierra de origen (Arizona), hasta un paraje ubicado al este de Nuevo México conocido como Bosque Redondo. Fueron obligados a caminar en condiciones inhumanas más de quinientos kilómetros sin alimento y sin agua. Finalmente miles de navajos murieron antes de llegar a su destino.

### Discurso de Gettysburg
Lincoln mostró su liderazgo a la población de la Unión durante la guerra, como evidencia el Discurso de Gettysburg, un discurso de consagración de un cementerio de soldados de la Unión muertos en la batalla de Gettysburg en 1863. Mientras la mayor parte de los oradores en el acontecimiento hablaron con mucho detalle, algunos durante horas, las pocas palabras selectas de Lincoln resonaron a través de la nación y a través de la historia, desafiando la propia predicción de Lincoln de que «el mundo notará poco, ni mucho tiempo recordará lo que decimos aquí».

### La Guerra Civil
La guerra civil estadounidense (1861-1865), que se convirtió en el conflicto más sangriento en el continente desde las expediciones militares de Napoleón, provocó miles de muertes a ambos lados de la línea Mason-Dixon, que separaba a los antiguos aliados del norte de los compatriotas del sur. El presidente Abraham Lincoln intentó mediar entre los estados del norte y del sur, y acabó entrando en una guerra que intentó evitar hasta el final. El origen fueron las disputas por la cuestión de la esclavitud, puesto que los estados del sur no querían renunciar a este antiguo privilegio. Aunque Lincoln era un opositor convencido de la represión, acabó siendo más importante para él la cohesión de la Unión que la abolición de la esclavitud.
La guerra era una fuente constante de frustración para el presidente, y esto ocupó casi todo su tiempo. Después de frustraciones repetidas con el general George Brinton McClellan, Lincoln tomó la decisión de sustituirlo por un comandante radical y algo escandaloso: el general Ulysses S. Grant. Este aplicaría su conocimiento militar y su capacidad de liderazgo para llevar a su fin la Guerra Civil.
Antes de que Inglaterra, que dependía del algodón de los estados del sur, influyera en el reconocimiento de la confederación de los opositores, Lincoln liberó a los esclavos en 1863 mediante una proclamación. Cuando Richmond (Virginia), la capital Confederada, fue por fin capturada, Lincoln fue allí a hacer el gesto público de sentarse detrás del escritorio de Jefferson Davis, que había sido el presidente de los estados del sur durante toda la guerra, para decir simbólicamente a la nación que el presidente de los Estados Unidos, y la Constitución estadounidense, tenían autoridad sobre toda esa tierra. Fue saludado en la ciudad como un héroe conquistador por esclavos liberados, cuyos sentimientos fueron ejemplarizados así por un admirador: «Sé que soy libre, porque he visto la cara de Padre Abraham y lo he sentido».
La reconstrucción de la Unión fue un gran peso sobre la mente presidencial. Él estaba decidido a tomar un curso que no alienara permanentemente a los antiguos estados Confederados.

## Reelección

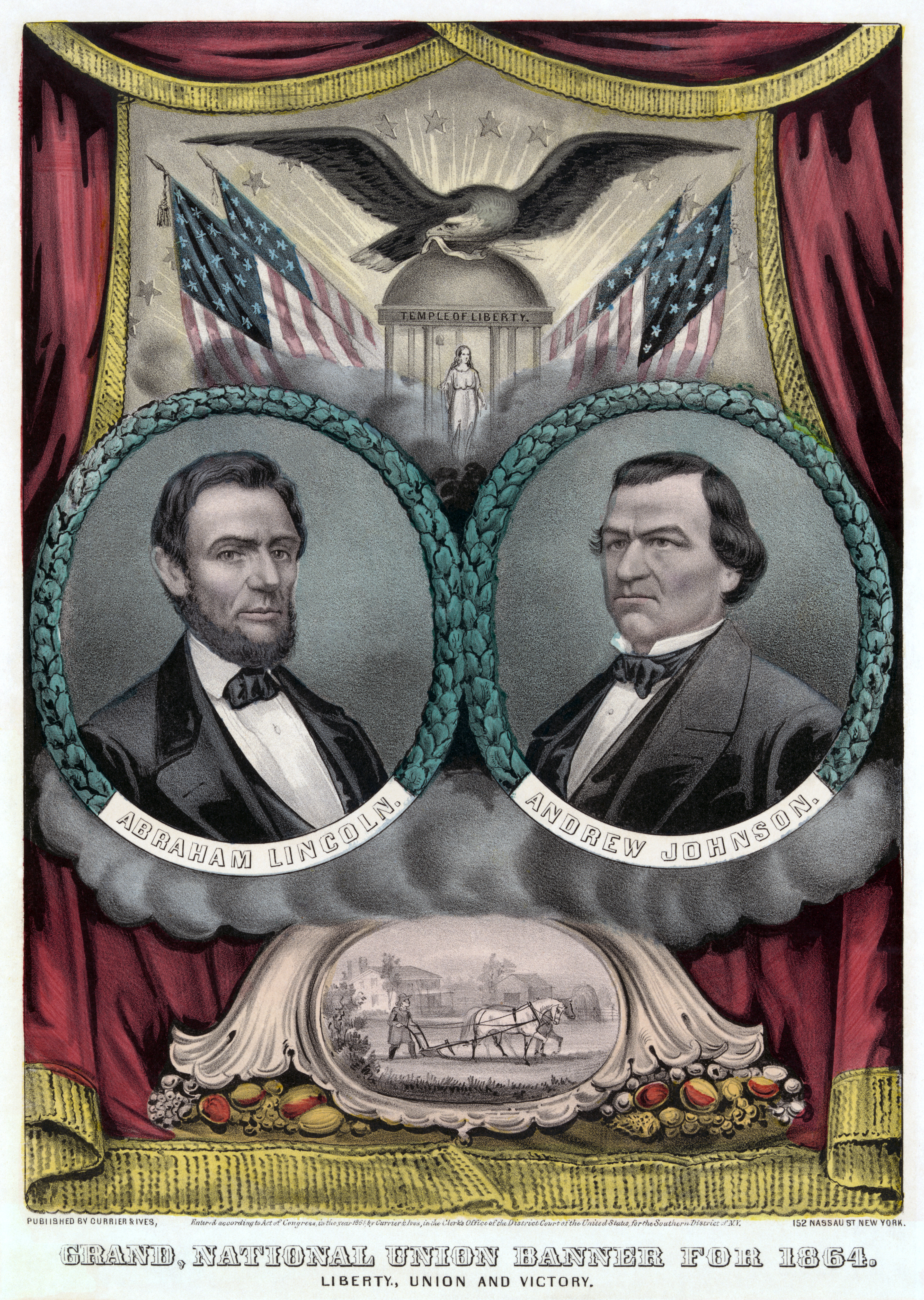
Litografía en color de un afiche de la campaña electoral de 1864 con Lincoln como candidato a presidente y Andrew Johnson como candidato a vicepresidente en la fórmula electoral de Unión Nacional apoyada por el Partido Republicano y un sector disidente del Partido Demócrata.

En el año 1864, Lincoln debía enfrentarse a una nueva elección presidencial, una situación sin precedentes teniendo en cuenta que sería realizada durante una guerra civil.
La Convención Nacional del Partido Republicano, celebrada entre el 7 de junio y el 8 de junio de 1864 en la ciudad de Baltimore, votó por mayoría aplastante a favor de la candidatura de Lincoln para un nuevo período presidencial; tan solo 22 delegados de la Convención votaron en contra de este y a favor de la candidatura del general Ulysses S. Grant (a pesar de que este ni siquiera había manifestado su intención de ser candidato y mucho menos había autorizado a nadie para que lo postulara en contra de Lincoln).
Por su parte el Partido Demócrata tuvo grandes problemas para elegir a su candidato en su Convención Nacional celebrada a finales de agosto de 1864 en Chicago debido a la profunda división entre los demócratas favorables a continuar la guerra y los demócratas «pacifistas» que querían terminar la guerra negociando un acuerdo con los rebeldes confederados (aunque esto significara una rendición de hecho de la Unión). Al final se llegó a un acuerdo de consenso, nombrando candidato presidencial al general George B. McClellan, el mismo que había sido destituido por Lincoln y cuya destitución era presentada por los demócratas como una represalia partidista de Lincoln contra un demócrata; dicho candidato era favorable a la guerra, pero para compensar este hecho se había aprobado una plataforma electoral pacifista. La contradicción de un candidato partidario de la guerra defendiendo un programa electoral pacifista perjudicó a los demócratas y benefició a los republicanos.
Además, un grupo de demócratas del Norte y de los estados sureños leales decidió no apoyar al candidato oficial del partido y dar su voto a Lincoln, dentro de una boleta electoral de Unión Nacional con los republicanos; a cambio de ello, lograron elegir a uno de sus dirigentes, Andrew Johnson (que era uno de los pocos demócratas de los estados rebeldes que se habían negado a apoyar la secesión y que luchaban contra la rebelión) candidato a vicepresidente dentro de esa boleta.

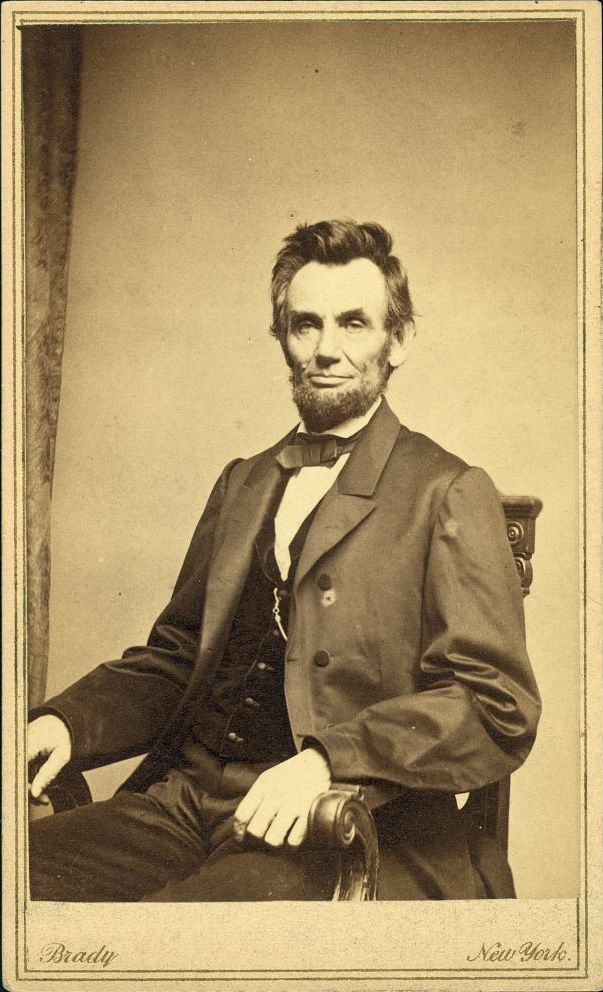
Fotografía de Lincoln del 8 de enero de 1864

Pero por otro lado, una facción de republicanos radicales se separaron del partido, descontentos con la política de Lincoln, y fundaron un nuevo partido llamado Partido de la Democracia Radical (Radical Democracy Party, en inglés). Ese partido reunió su Convención Nacional en la ciudad de Cleveland antes de que se celebrara la Convención republicana; y el 31 de mayo de 1864 eligieron a John C. Frémont, que había sido el primer candidato presidencial republicano y que como general de la Unión había encabezado un conato de motín contra Lincoln, como su candidato a presidente de los Estados Unidos, compitiendo contra este y el candidato demócrata.
Durante meses, esta candidatura radical amenazó con restarle votos a Lincoln y poner en peligro su reelección, pero finalmente Frémont se convenció de que su postulación solo beneficiaba a los demócratas y consideraba que Lincoln era un mal menor comparado con el candidato demócrata. Aceptó retirar su candidatura, siempre y cuando Lincoln le pidiera la renuncia a un miembro de su gabinete que era enemigo político de Frémont; el acuerdo se cerró y el 22 de septiembre de 1864, poco más de un mes y medio antes de las elecciones, Frémont renunció a su candidatura y dejó el camino libre a Lincoln para que volviera a unir a todos los electores republicanos en torno a su postulación.
Sin embargo, la larga guerra y el asunto de la emancipación parecieron imposibilitar la reelección de Lincoln, pero una serie de victorias militares de la Unión justo antes de la elección cambiaron dramáticamente la situación a favor del entonces presidente del país.
En las elecciones presidenciales, celebradas el 8 de noviembre de 1864, Lincoln obtuvo 2 218 388 votos populares, que equivalían al 55,02 % de los votos, mientras McClellan había logrado reunir 1 812 807 votos, que representaban el 44,96 % de los votos. En el Colegio Electoral Lincoln tuvo 212 electores contra 21 de McClellan, ya que Lincoln había ganado en 23 de los estados que participaron en la elección (los confederados no lo hicieron) y McClellan en tan solo 2 de ellos. Así, Lincoln lograba ser reelegido con una aplastante mayoría el 4 de noviembre de 1864; un elemento significativo de esta brillante victoria fue que, al permitir muchos estados que sus ciudadanos movilizados a los frentes pudieran votar en los teatros de operaciones de la guerra, Lincoln obtuvo el 70 % de los votos de los miembros del Ejército.
El 4 de marzo de 1865 inició su segundo mandato presidencial consecutivo.

## Asesinato

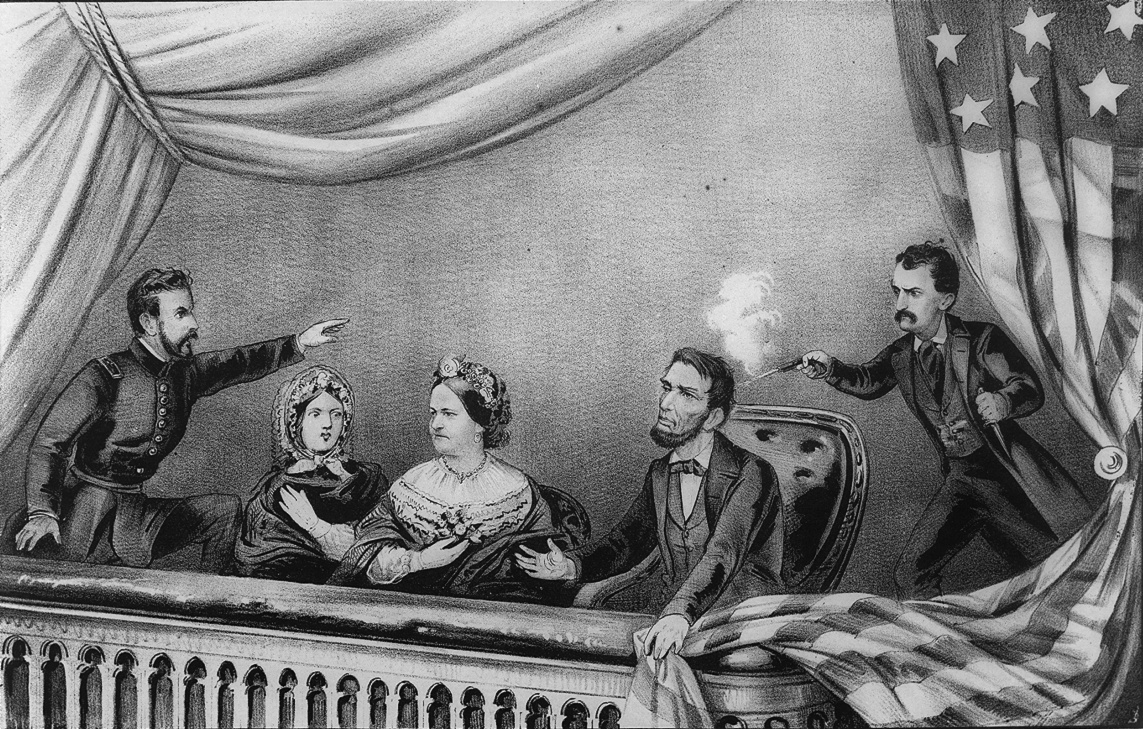
El asesinato de Lincoln en el Teatro Ford

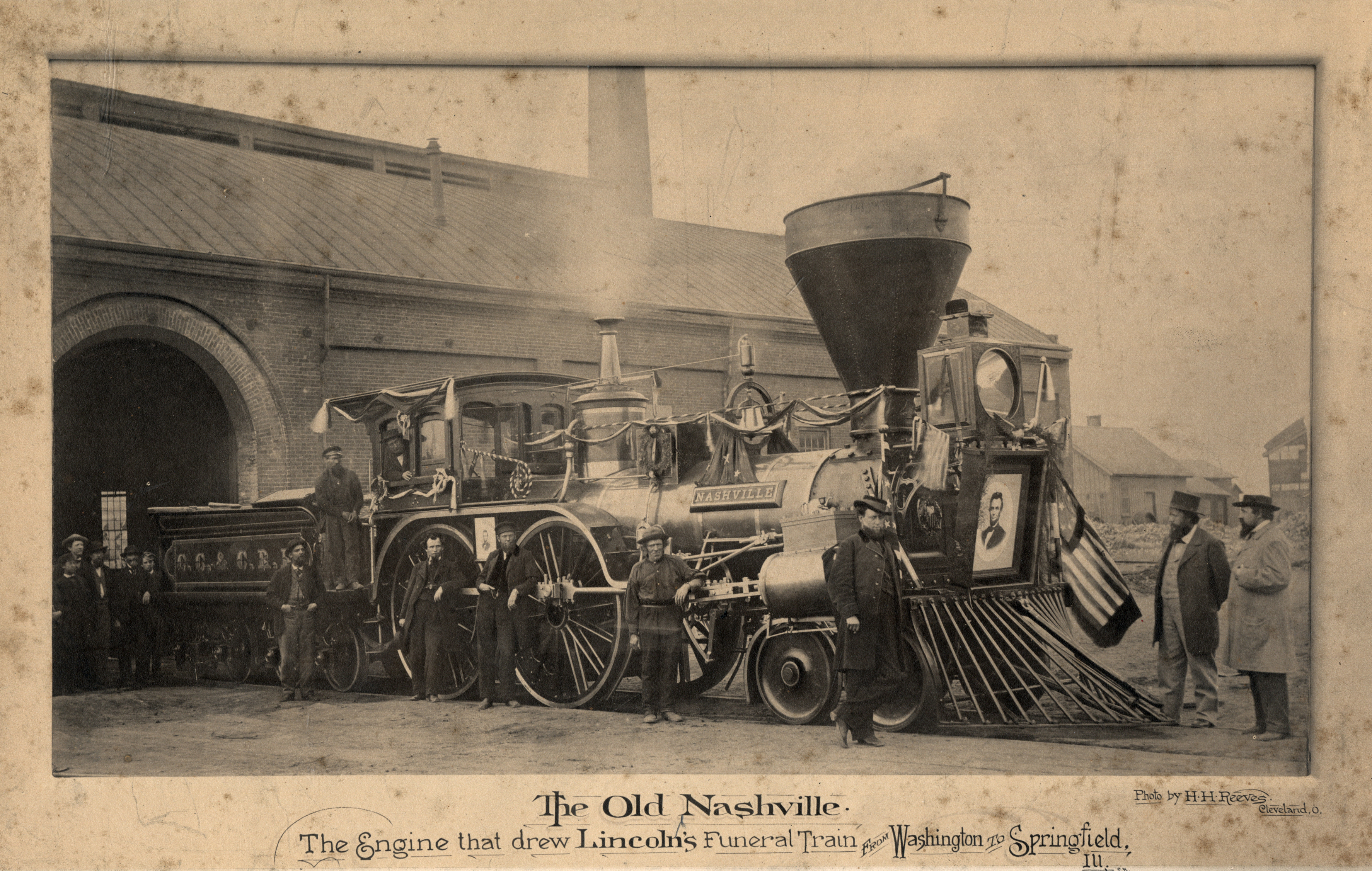
El tren del cortejo fúnebre de Lincoln

Lincoln se reunía frecuentemente con Ulysses Grant hacia el final de la guerra. Ambos planearon asuntos relativos a la reconstrucción y era evidente para todos que se tuvieron un gran respeto. Durante su última reunión, Lincoln invitó al general Grant a un evento social para aquella misma tarde, pero este decidió a último segundo viajar a Filadelfia y no asistir a la puesta en escena.
La noche del 14 de abril de 1865, un viernes, sin el general ni su esposa, Lincoln y Mary Todd salieron para asistir a una representación en el teatro Ford. La obra era Our American Cousin, una comedia musical de Tom Taylor. Cuando Lincoln se sentó en el palco, John Wilkes Booth, un actor de Maryland, residente en Virginia y simpatizante del Sur, apareció por detrás y disparó un único tiro con una pistola Derringer de bala redonda a la cabeza del presidente, tras lo cual gritó ¡Sic semper tyrannis! (expresión en latín que significa "así siempre a los tiranos"). Después de contemplar cumplida su osadía, y tras librar un aguerrido forcejeo con el invitado del presidente, Henry Rathbone (a quien lograría herir en un brazo en el proceso), Booth saltó desde el balcón al escenario; el público creyó que al incorporarse estaba haciendo una reverencia, pero la verdad es que se había roto una pierna.
Booth alcanzó cojeando su caballo y logró escapar. El presidente, mortalmente herido y tras ser atendido por el joven médico militar Charles August Leale, que se encontraba en el teatro, fue llevado a una casa atravesando la calle donde entró en coma; su agonía duró nueve horas. A las siete de la mañana, el máximo mandatario estadounidense falleció sin haber recobrado el conocimiento. Su asesino, así como varios de sus secuaces, fueron finalmente capturados y ahorcados o encarcelados.
El cuerpo de Lincoln fue llevado por tren en una magnífica procesión fúnebre a lo largo de varios estados. La nación se afligió por un hombre al que muchos consideraron el salvador de los Estados Unidos y el protector y defensor de lo que Lincoln mismo llamó "el gobierno del pueblo, por el pueblo, y para el pueblo". Sus críticos argumentan que, de hecho, eran los confederados quienes defendían dicha tendencia, la cual habría sido supuestamente suprimida por Lincoln.
En la actualidad, sus restos descansan en el cementerio de Oak Ridge en Springfield (Illinois).

## Controversias y reputación
Durante los años de la Guerra Fría, la imagen de Lincoln cambió a un símbolo de libertad que traía esperanza a los oprimidos por los regímenes comunistas. Durante mucho tiempo había sido conocido como el Gran Emancipador, pero, a fines de la década de 1960, algunos intelectuales afroamericanos, encabezados por Lerone Bennett Jr., negaron que Lincoln mereciera ese título. Bennett llamó mucho la atención cuando llamó a Lincoln supremacista blanco en 1968. Señaló que Lincoln usó insultos étnicos y contó chistes que ridiculizaban a los negros. Bennett argumentó que Lincoln se oponía a la igualdad social y propuso que los esclavos liberados se mudaran voluntariamente a otro país. El énfasis pasó de Lincoln el emancipador a un argumento de que los negros se habían liberado de la esclavitud, o al menos eran responsables de presionar al gobierno para que los emancipara. Los defensores de Lincoln, como los autores Dirck y Cashin, respondieron que no era tan malo como la mayoría de los políticos de su época y que era un "visionario moral" que promovía hábilmente la causa abolicionista, lo más rápido posible políticamente. Dirck afirmó que pocos académicos de la Guerra Civil toman en serio a Bennett, señalando su "agenda política estrecha y su investigación defectuosa".
Para la década de 1970, Lincoln se había convertido en un héroe para los conservadores políticos—aparte de los neoconfederados como Mel Bradford, quien denunció su trato al Sur blanco—por su intenso nacionalismo, su apoyo a los negocios, su insistencia en detener la expansión de la esclavitud, su actuación según los principios de Locke y Burke en nombre tanto de la libertad como de la tradición, y su devoción a los principios de los Padres Fundadores. Lincoln se convirtió en el favorito de los intelectuales liberales de todo el mundo.
En el siglo XXI, el presidente Barack Obama nombró a Lincoln su presidente favorito e insistió en usar la Biblia de Lincoln para sus ceremonias inaugurales. Aparte Lincoln a menudo ha sido retratado por Hollywood, casi siempre de una manera halagadora.
Lincoln también ha sido admirado por figuras políticas fuera de los EE. UU., incluido el teórico político alemán Karl Marx, el líder independentista indio Mahatma Gandhi, la expresidenta liberiana Ellen Johnson Sirleaf, y el revolucionario libio Muammar Gaddafi.

## Controversia sobre su sexualidad
Ya en 1926, Carl Sandburg, en su biografía de Lincoln The Prairie Years, aludía a la relación con Joshua Fry Speed diciendo que tenía «una vena de lavanda» y «la debilidad de las violetas de mayo». Tener una vena de lavanda era la jerga en la década de 1930 para señalar a un hombre afeminado o las connotaciones homosexuales de algo, una insinuación sobre la que el autor no se extendió.
En 2006 se publicó póstumamente el libro The intimate world of Abraham Lincoln, del psicólogo y terapeuta Clarence Arthur Tripp (fallecido en 2003) donde se plantea que Lincoln tuvo una atracción erótica y relaciones con hombres desde su juventud hasta la presidencia. Tripp analizó en el libro siete relaciones suyas, cuatro con hombres y tres con mujeres. Según el libro, en 1831 Lincoln conoció en New Salem (Illinois) a Billy Greene, quien le enseñó gramática y compartió una estrecha cama con el futuro presidente (algo habitual en los Estados Unidos del siglo XIX) de cuyo físico guardaba un vivo recuerdo: «Sus muslos eran tan perfectos como puedan serlo los de un humano». En 1837 se mudó a Springfield, donde estableció una estrecha amistad con Joshua Fry Speed, a quien sus primeros biógrafos calificaban como «el único amigo íntimo que Lincoln tuviera nunca», y con quien también compartió el lecho durante cuatro años, aunque más importante es el tono de su amistad que revelan las cartas que Lincoln escribió a Speed, muchas de las cuales firmaba «Tuyo para siempre». Tripp arguye en el libro que sus relaciones con mujeres son, bien inventadas por los biógrafos de Lincoln (en referencia a Ann Rutledge), o lúgubres chapuzas (su cortejo a Mary Owens y su matrimonio con Mary Todd). Siendo ya presidente, Tripp menciona otras dos relaciones con hombres, con el joven Elmer Ellsworth («el mayor hombrecito que he conocido jamás») y con el capitán de la guardia presidencial, David Derickson, y que fuera su compañero íntimo con quien compartía lecho durante las frecuentes ausencias de su esposa.
El historiador Gabor Boritt califica los documentos donde se infiere de la sexualidad homosexual de Lincoln, escritos por Kramer de la siguiente forma «casi con certeza es un fraude…». Tripp también expresa su escepticismo sobre el descubrimiento de Kramer afirmando que «ver es creer, a pesar de la aparición de ese diario, sus pasajes no tienen el menor atisbo lincolniano». La editorial Farrar, Straus and Giroux anunció en septiembre de 2010 que había adquirido los derechos mundiales sobre el libro que tenía planes de publicarlo en dos volúmenes que aparecerían en 2012. Los críticos con la hipótesis de la inclinación homosexual de Lincoln remarcan que estuvo casado y que tuvo cuatro hijos. El historiador Douglas Wilson afirma que Lincoln en su juventud exhibió comportamientos heterosexuales, como la de contar historias a sus amigos sobre sus contactos con mujeres. La madrastra de Lincoln, Sarah Bush Lincoln, comentó que «nunca estuvo muy interesado en las chicas». Sin embargo algunos relatos de contemporáneos de Lincoln sugieren que tuvo una fuerte aunque controlada pasión por las mujeres. A Lincoln le desoló la muerte de Ann Rutledge en 1835, mientras que algunos historiadores se han cuestionado si hubo en realidad una relación romántica entre ellos. El historiador John Y. Simon revisó la historiografía de Lincoln y concluyó que «se dispone de pruebas abrumadoras que indican que Lincoln amó a Ann y que su muerte lo sumió en una severa depresión. Más de un siglo y medio después de su muerte, cuando no se pueden esperar nuevas pruebas significativas, ella debería tener su lugar propio en la biografía de Lincoln». Herndon, el socio legal de Lincoln, en su biografía sobre Lincoln, atestigua el profundo amor de Lincoln por la señorita Rutledge. Existe un poema anónimo sobre el suicidio publicado tres años después de su muerte que se atribuye a Lincoln por muchos expertos. Su cortejo a Mary Owens fue diferente. Después de que ella rechazara su proposición de matrimonio por conveniencia por carta en 1837, Lincoln escribió a un amigo en 1838: «Sé que estaba pasada de peso, pero ahora parece una cerilla rubia para Falstaff».
El libro de Tripp incluye dos epílogos; en uno de ellos, «A Respectful Dissent» (Una respetuosa disensión), el historiador y biógrafo de Lincoln, Michael Burlingame señala que «es posible pero altamente improbable que Lincoln fuera "predominantemente homosexual"»; en el segundo, «An Enthusiastic Endorsement» (un entusiasta refrendo), el historiador Michael B. Chesson, señala que, aunque el libro no proporciona una imagen conclusiva, muchos aspectos de su vida, como su tristeza, soledad y naturaleza reservada ganan claridad en el supuesto de un Lincoln homosexual. Biógrafos de Lincoln, como David Herbert Donald, han rechazado contundentemente las afirmaciones de Tripp y consideran que no hay evidencia de homosexualidad en la vida de Lincoln. También se han dado reseñas sobre el libro, como la de David Greenberg, que señalan la circunstancialidad de los argumentos y que no proporciona «razones convincentes para que se crea en su afirmación principal» o que se trata de una serie de conjeturas extrañas. Otros, como Gore Vidal o Andrew Sullivan apoyan la tesis de Tripp, señalando que lo único que queda por aclarar es cuán homosexual era Lincoln.